# Aurelius van Carthago
Aurelius van Carthago is een christelijke heilige, die voortkwam uit het oude Romeinse geslacht van Aurelii. Hij leefde in de 5e eeuw, en stierf rond 430. Vanaf 391 was hij de bisschop van Carthago. Augustinus van Hippo was een bewonderaar van Aurelius. Een briefwisseling tussen de twee is bewaard gebleven.
Aurelius' feestdag in de rooms-katholieke kerk is op 20 juli.